# Schweizer Fussballnationalmannschaft (U-17-Juniorinnen)
Die Schweizer U-17-Fussballnationalmannschaft der Frauen repräsentiert die Schweiz im internationalen Frauenfußball. Die Nationalmannschaft untersteht dem Schweizerischen Fussballverband und wird seit 1. Januar 2021 von der früheren Angreiferin Veronica Maglia trainiert.
Die Mannschaft bestritt 2004 ihr erstes Spiel und nimmt seit 2007 an den Qualifikationen zur U-17-Europameisterschaft teil. Auch wenn bis 2013 die Endrunde stets im schweizerischen Nyon, dem Sitz der UEFA, stattfand, musste sich die Mannschaft immer qualifizieren, was erstmals für die Endrunde 2012 gelang. Mit dem zweiten Platz 2015, als man im Halbfinale Deutschland besiegen konnte, erreichte die Schweizer U-17-Auswahl ihre bisher beste Platzierung. Für eine U-17-Weltmeisterschaft konnte sich die Mannschaft bislang nicht qualifizieren.

## Turnierbilanz

### Weltmeisterschaft
| Jahr   | Gastgeber           | Platzierung        |
| ------ | ------------------- | ------------------ |
| 2008   | Neuseeland          | nicht qualifiziert |
| 2010   | Trinidad und Tobago | nicht qualifiziert |
| 2012   | Aserbaidschan       | nicht qualifiziert |
| 2014   | Costa Rica          | nicht qualifiziert |
| 2016   | Jordanien           | nicht qualifiziert |
| 2018   | Uruguay             | nicht qualifiziert |
| 2021 1 | Indien 1            | – 1                |
| 2022   | Indien              | nicht qualifiziert |

### Europameisterschaft
| Jahr   | Gastgeber               | Platzierung        |
| ------ | ----------------------- | ------------------ |
| 2008   | Schweiz                 | nicht qualifiziert |
| 2009   | Schweiz                 | nicht qualifiziert |
| 2010   | Schweiz                 | nicht qualifiziert |
| 2011   | Schweiz                 | nicht qualifiziert |
| 2012   | Schweiz                 | Halbfinale         |
| 2013   | Schweiz                 | nicht qualifiziert |
| 2014   | England                 | nicht qualifiziert |
| 2015   | Island                  | Vize-Europameister |
| 2016   | Belarus                 | nicht qualifiziert |
| 2017   | Tschechien              | nicht qualifiziert |
| 2018   | Litauen                 | nicht qualifiziert |
| 2019   | Bulgarien               | nicht qualifiziert |
| 2020 2 | Schweden 2              | – 2                |
| 2021 2 | Färöer 2                | – 2                |
| 2022   | Bosnien und Herzegowina | nicht qualifiziert |
| 2023   | Estland                 | Halbfinale         |

## Spiele gegen U-17-Nationalmannschaften deutschsprachiger Länder

### Deutschland
| Datum         | Ort                  | Ergebnis  | Anlass                  | Torschützinnen                           | Zuschauer |
| ------------- | -------------------- | --------- | ----------------------- | ---------------------------------------- | --------- |
| 7. Juni 2005  | Wehr                 | 1:6 (0:3) | Freundschaftsspiel      | Vlora Mehmetaj 31′                       | 1000      |
| 1. Juni 2006  | Estavayer-le-Lac     | 0:3 (0:2) | Freundschaftsspiel      | –                                        | 300       |
| 5. Juni 2007  | Venlo                | 2:1 (0:1) | Internationales Turnier | Stephanie Capomolla 75′, Lara Minder 79′ | 250       |
| 10. Apr. 2008 | Essen                | 0:4 (0:1) | EM-Qualifikation        | –                                        | 1139      |
| 14. Apr. 2009 | Bük                  | 0:6 (0:2) | EM-Qualifikation        | –                                        | 60        |
| 24. Aug. 2011 | Weingarten           | 3:2 (0:2) | Freundschaftsspiel      | Andrea Frei 43′, Carmen Pulver 50,57′    | 650       |
| 6. Sep. 2012  | Enzesfeld-Lindabrunn | 0:2 (0:1) | Freundschaftsspiel      | –                                        |           |
| 18. Sep. 2013 | Löffingen            | 1:8 (1:4) | Freundschaftsspiel      | Julia Stierli 29′                        | 635       |
| 11. Okt. 2013 | Schweinfurt          | 0:6 (0:3) | EM-Qualifikation        | –                                        |           |
| 1. Juli 2015  | Reykjavík 3          | 1:0 (0:0) | EM-Halbfinale           | Amira Arfaoui 80′                        | 400       |
| 19. März 2016 | Enzesfeld-Lindabrunn | 0:2 (0:1) | EM-Qualifikation        | –                                        |           |
| 30. Aug. 2016 | Enzesfeld-Lindabrunn | 2:4 (1:1) | Freundschaftsspiel      | Rahel Tschopp 30′, Tyara Buser 76′       |           |
| 24. Aug. 2017 | Birštonas            | 1:2 (0:2) | Internationales Turnier | Franka Weber 57′                         |           |
| 28. Aug. 2018 | Wangen im Allgäu     | 0:4 (0:1) | Freundschaftsspiel      | –                                        | 593       |
| 20. Mai 2023  | Tallinn              | 2:1 (1:0) | EM-Gruppenspiel         | Iman Beney 37′, Noemi Ivelj 71′          |           |

### Österreich
| Datum         | Ort                  | Ergebnis  | Anlass                  | Torschützinnen                                                          | Zuschauer |
| ------------- | -------------------- | --------- | ----------------------- | ----------------------------------------------------------------------- | --------- |
| 22. Aug. 2011 | Diepoldsau           | 0:2 (0:1) | Freundschaftsspiel      | –                                                                       |           |
| 4. Sep. 2012  | Enzesfeld-Lindabrunn | 0:0       | Freundschaftsspiel      | –                                                                       |           |
| 21. März 2016 | Rohrendorf bei Krems | 3:3 (2:2) | EM-Qualifikation        | Géraldine Reuteler 28′, Lara Marti 31′, Leandra Schegg 80+4′            |           |
| 28. Aug. 2016 | Enzesfeld-Lindabrunn | 0:1 (0:1) | Freundschaftsspiel      | –                                                                       |           |
| 27. März 2017 | Veen                 | 2:0 (1:0) | EM-Qualifikation        | Ilona Guede 29′, Noa Schärz 59′                                         |           |
| 22. Aug. 2017 | Marijampolė          | 0:6 (0:3) | Internationales Turnier | –                                                                       |           |
| 28. Aug. 2019 | Enzesfeld-Lindabrunn | 1:1 (0:0) | Internationales Turnier | Riola Xhemaili 75 (Elfm.)′                                              |           |
| 8. Okt. 2020  | Berneck              | 2:1 (1:1) | Freundschaftsspiel      | Katharina Risch 29′, Giulia Schlup 80′                                  |           |
| 6. Okt. 2021  | Patras               | 4:4 (2:1) | EM-Qualifikation        | Naomi Luyet 29′, Iman Beney 31′, Mara Tauriello 58′, Leila Wandeler 86′ |           |
| 20. März 2023 | Brežice              | 1:0 (1:0) | EM-Qualifikation        | Janina Egli 13′                                                         |           |